# Conseil cantonal de Saint-Gall
Législature 2024-2028
Saint-Gall
Le Conseil cantonal de Saint-Gall (en allemand : Kantonsrat St. Gallen) est le parlement du canton de Saint-Gall. 

## Composition
Le Conseil cantonal est composé de 120 membres.